# Phraortes chinensis
Phraortes chinensis är en insektsart som först beskrevs av Brunner von Wattenwyl 1907.  Phraortes chinensis ingår i släktet Phraortes och familjen Phasmatidae. Inga underarter finns listade i Catalogue of Life.